# Hughesville (Pennsylvanie)
Hughesville est un borough situé au sud-est du comté de Lycoming, en Pennsylvanie, aux États-Unis,. En 2010, il comptait une population de 2 128 habitants, estimée au 1er juillet 2020 à 2 222 habitants. Le borough est incorporé le 23 avril 1852. Le site est acheté en 1816 par Jephtha Hughes, qui a aménagé la ville de Hughesburg. Le nom a été changé en Hugesville, lors de la création du service postal, en 1827.

## Démographie
Lors du recensement de 2010, le borough comptait une population de 2 128 habitants. Elle est estimée, en 2020, à 2 222 habitants.

### Source de la traduction
- (en) Cet article est partiellement ou en totalité issu de l’article de Wikipédia en anglais intitulé « Hughesville, Pennsylvania » (voir la liste des auteurs).